# Coryphella
Coryphella is een geslacht van weekdieren uit de klasse van de Gastropoda (slakken).

## Soorten
- Coryphella abei Baba, 1987
- Coryphella californica Bergh, 1904
- Coryphella pallida A. E. Verrill, 1900
- Coryphella pseudoverrucosa Martynov, Sanamyan & Korshunova, 2015
- Coryphella verrucosa (Sars M., 1829) = Oranje bartel-waaierslak
- Coryphella verta Ev. Marcus, 1970

### Synoniemen
- Coryphella albomarginata M. C. Miller, 1971 => Coryphellina albomarginata (M. C. Miller, 1971)
- Coryphella athadona Bergh, 1875 => Occidenthella athadona (Bergh, 1875)
- Coryphella beaumonti Eliot, 1906 => Cumanotus beaumonti (Eliot, 1906)
- Coryphella borealis Odhner, 1922 => Gulenia borealis (Odhner, 1922)
- Coryphella browni Picton, 1980 => Fjordia browni (Picton, 1980)
- Coryphella capensis Thiele, 1925 => Fjordia capensis (Thiele, 1925)
- Coryphella cooperi Cockerell, 1901 => Flabellina cooperi (Cockerell, 1901) => Orienthella cooperi (Cockerell, 1901)
- Coryphella cynara Ev. Marcus & Er. Marcus, 1967 => Kynaria cynara (Ev. Marcus & Er. Marcus, 1967)
- Coryphella dushia Marcus Ev. & Er., 1963 => Flabellina dushia (Marcus Ev. & Er., 1963)
- Coryphella falklandica Eliot, 1907 => Itaxia falklandica (Eliot, 1907)
- Coryphella fisheri MacFarland, 1966 => Orienthella trilineata (O'Donoghue, 1921)
- Coryphella fusca O'Donoghue, 1921 => Himatina trophina (Bergh, 1890)
- Coryphella gracilis (Alder & Hancock, 1844) => Microchlamylla gracilis (Alder & Hancock, 1844)
- Coryphella islandica Odhner, 1937 => Paracoryphella islandica (Odhner, 1937)
- Coryphella japonica Volodchenko, 1941 => Ziminella japonica (Volodchenko, 1941)
- Coryphella laevidens Knipowitsch, 1902 => Ziminella salmonacea (Couthouy, 1838)
- Coryphella lineata (Lovén, 1846) => Fjordia lineata (Lovén, 1846)
- Coryphella mananensis (Stimpson, 1853) => Coryphella verrucosa (Sars M., 1829)
- Coryphella nobilis A. E. Verrill, 1880 => Borealea nobilis (A. E. Verrill, 1880)
- Coryphella ornata Risbec, 1928 => Flabellina bicolor (Kelaart, 1858) => Samla bicolor (Kelaart, 1858)
- Coryphella parva Hadfield, 1963 => Paracoryphella parva (Hadfield, 1963)
- Coryphella pedata (Montagu, 1816) => Edmundsella pedata (Montagu, 1816)
- Coryphella pellucida (Alder & Hancock, 1843) => Carronella pellucida (Alder & Hancock, 1843)
- Coryphella piunca Marcus, 1961 => Orienthella trilineata (O'Donoghue, 1921)
- Coryphella polaris Volodchenko, 1946 => Polaria polaris (Volodchenko, 1946)
- Coryphella pricei MacFarland, 1966 => Apata pricei (MacFarland, 1966)
- Coryphella robusta Trinchese, 1874 => Flabellina verrucosa (M. Sars, 1829) => Coryphella verrucosa (Sars M., 1829)
- Coryphella rufibranchialis (Johnston, 1832) => Flabellina verrucosa (M. Sars, 1829) => Coryphella verrucosa (Sars M., 1829)
- Coryphella rutila Verrill, 1879 => Carronella pellucida (Alder & Hancock, 1843)
- Coryphella salmonacea (Couthouy, 1838) => Ziminella salmonacea (Couthouy, 1838)
- Coryphella sarsi Friele, 1903 => Borealea nobilis (A. E. Verrill, 1880)
- Coryphella stimpsoni (A. E. Verrill, 1879) => Ziminella salmonacea (Couthouy, 1838)
- Coryphella trilineata O'Donoghue, 1921 => Orienthella trilineata (O'Donoghue, 1921)